# Lavash
Il lavash (in armeno: լավաշ; in persiano: لواش; in azero: lavaş; in georgiano: ლავაში) è una sottile piada morbida a base di farina, acqua e sale.
Nel 2014 è stato inserito nella lista dei patrimoni culturali immateriali dell'umanità dall'UNESCO con la dicitura: "Lavash, la preparazione, il significato e l'aspetto del pane tradizionale come espressione della cultura in Armenia".
Il lavash è un tipo di pane molto comune nel Caucaso (consumato principalmente in Armenia, ma anche in Azerbaigian e Georgia), in Turchia, in Iran ed in Afghanistan.
È anche possibile trovarlo in altri luoghi del mondo con una forte presenza della diaspora armena, come la California, la Spagna ed il sud della Francia.

## Etimologia
L'origine della parola "lavash" è comune o simile in molte lingue del caucaso e dell'Asia.
Oltre a "lavash" (լավաշ) in Armeno, si attestano il persiano "lavâš" (لواش), il Georgiano "lavaši" (ლავაში), il Turco e l'Azero "lavash" (lavaş), il Curdo "lewash" (lewaş).
In Iran è anche chiamato semplicemente pane armeno (نان ارمنی).
L'origine piú antica sembra essere semitica per confronto con l'aramaico samaritano lwš (ࠋࠅࠔ, impasto), l'aramaico layšā (לֵישָׁא, anch'esso con il significato di impasto) e, in ultima analisi, il proto-semitico *lawaṯ- (impastare).

## Preparazione, uso e conservazione
Il lavash è di forma quadrata o rettangolare o circolare e può essere sottile un millimetro e lungo quasi un metro. È un prodotto morbido quando è fresco, mentre quando indurisce diventa più croccante.
È possibile conservare alcuni tipi di lavash in forma secca per settimane o addirittura mesi.
Questo tipo di pane era infatti utile durante marce militari, viaggi e per i pastori che conducevano una vita nomade.
Il lavash secco può essere reso pronto da mangiare inumidendolo leggermente.
Può essere mangiato solo o con formaggio piegato, zuppe, panna,burro o khorovats.
Tradizionalmente viene arrotolato, appiattito e poi cotto, appoggiandolo contro le pareti calde di un forno di terracotta chiamato tonir (թոնիր) in Armeno o tondir (təndir) in Azero.
Il lavash ha anche un importante ruolo nella liturgia armena che lo usa per l'eucaristia.
Tradizionalmente, in Armenia, gli sposi ricevono dalla mamma della sposa lavash e miele, come augurio di prosperità.

## Controversie
Quando il lavash è stato inserito nella lista dei partimoni immateriali dell'umanità da parte dell'UNESCO, è stato attribuito esclusivamente all'Armenia.
Dopo le proteste di Turchia, Iran, Kyrgyzstan, Azerbaijan e Kazakhstan, l'UNESCO ha dichiarato un altro patrimonio immateriale "Preparazione del pane azzimo e cultura della condivisione: Lavash, Katyrma, Jupka, Yufka" per celebrare la piú vasta tradizione del pane non lievitato in altre culture del Caucaso e dell'Asia.